# POLR2K
POLR2K‏ (RNA polymerase II subunit K) هوَ بروتين يُشَفر بواسطة جين POLR2K في الإنسان.